# بي دي إس إم

بي دي إس إم (BDSM) وهو مجموعة الأشكال والأنشطة والممارسات الجنسية القائمة على الاستمتاع بالسيطرة، العقاب وتمثيل الأدوار الشهوانية بين المسيطر والمسيطر عليه، ويكون بالتراضي بلا تحرش ولا اعتداء جنسي وإن حصل التعنيف ولكنه يحصل تحت ما يطلق عليه فلسفة الآمن والسليم والمتفق عليه.

## اقرأ أيضا
- متجر البضائع الجنسية
- كينك دوت كوم

## وصلات خارجية
- دراسة حول السادية على إيلاف
- BDSM - LondonFetishScene Wipipedia